# Am486
Am486 — сімейство мікропроцесорів архітектури x86 компанії AMD, представлене в квітні 1993 року як конкурент процесорам сімейства Intel 80486. Процесори сімейства Am486 були функціональними аналогами процесорів 80486 і спочатку використовували мікрокод процесора Intel 80386 і математичного співпроцесора Intel 80287. У деяких моделях використовувався власний мікрокод AMD.

## Загальна інформація

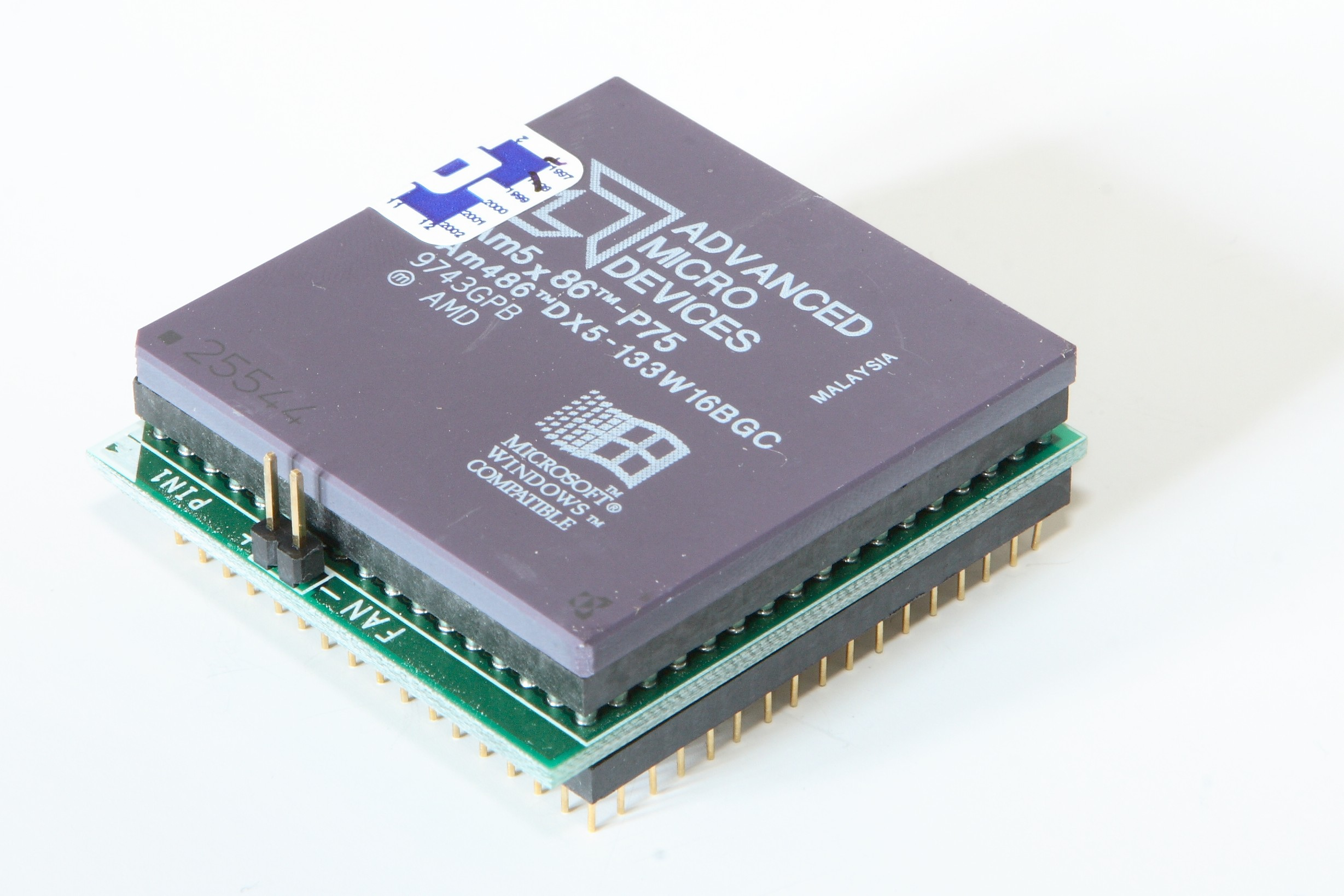
AMD Am5x86 на перехіднику

Процесори сімейства Am486 випускалися в двох варіантах корпусів: CPGA (Am486 і Am5x86 для настільних комп'ютерів) і PQFP (Am486 і Am5x86 для портативних комп'ютерів). У документації зустрічаються такі позначення корпусів, як PDE-208 і CGM-168. Ці позначення відповідають корпусам PQFP-208 і CPGA-168.
Процесори Am486 в корпусі CPGA являють собою керамічну підкладку з встановленим на її зворотній стороні кристалом, закритим металевою кришкою і 168 контактами, розташованими у вигляді матриці. Ядро розташовується в центрі між контактами. На гладкій лицьовій стороні корпусу процесора, що контактує з радіатором системи охолодження всією поверхнею, нанесено маркування.
Процесори Am486 (а також Intel 80486, UMC Green CPU і інші сумісні процесори) призначені для установки в наступні гніздові роз'єми типу LIF або ZIF:
- Socket 1 (169 контактів) — процесори з напругою живлення 5 В і частотою шини 16-33 МГц.
- Socket 2 (238 контактів) — процесори з напругою живлення 5 В і частотою шини 25-50 МГц.
- Socket 3 (237 контактів) — процесори з напругою живлення 3,3-5 В і частотою шини 25-50 МГц.

Процесори з зниженою напругою живлення можуть бути встановлені в роз'єм, не здатний безпосередньо працювати з такими процесорами. Для цього використовуються спеціальні перехідники-перетворювачі напруги.
Процесори Am486 в корпусі PQFP являють собою квадратний пластиковий корпус з розташованими по краях 208 контактами, призначені для поверхневого монтажу і паяються або на системній платі, або на перехідник, що дозволяє встановлювати такі процесори в гніздові роз'єми.